# Larry Taylor (musicista)
Larry Taylor, detto The Mole (Austin, 26 giugno 1942 – Lake Balboa, 19 agosto 2019), è stato un bassista e chitarrista statunitense, famoso per essere stato il bassista e talvolta chitarrista dei Canned Heat.
In seguito ha suonato nei The Hollywood Blue Flames.